# Pomysłowy Szop
Pomysłowy Szop (kor. 령리한 너구리) – północnokoreański animowany serial dla dzieci wyprodukowany przez SEK Studio. Serial z polskim dubbingiem był emitowany na kanale TP1 od stycznia 1989 roku. 
Serial koncentruje się na trzech głównych postaciach (Szopie, Niedźwiedziu i Kocie). Bohaterowie ci, w każdym odcinku, biorą udział w różnych zawodach. Każdy odcinek ma element edukacyjny i zawiera konkretne przesłanie (informacje naukowe, bezpieczeństwo na drodze, duch sportowy i inne). 